# 이유선 (철학자)
이유선(1963년 ~ )은 대한민국의 철학자이자 대학 교수이다. 서울에서 태어났다. 고려대학교 철학과를 졸업하고 동 대학원에서 박사 학위를 취득하였으며 버지니아 대학교에서 리처드 로티의 지도를 받아 박사 후 과정을 이수하였다.

## 저작
- 아이러니스트의 사적인 진리
- 실용주의 (살림지식총서 324)
- 듀이&로티 (지식인마을 시리즈 9)
- 리처드 로티 (누구나 철학 총서 1)
- 사회 철학 (민음 지식의 정원 1)
- 처음 읽는 영미 현대철학 (처음 읽는 철학 3, 공저)

## 번역
- 철학자 가다머 현대 의학을 말하다
- 우연성, 아이러니, 연대성

## 같이 보기
- 리처드 로티